# Coiot
Coiotul (Canis latrans) sau „lupul de prerie nord-american” este  un animal carnivor din familia Canidae care are un aspect asemănător lupului.

## Caractere morfologice
Coiotul are o lungime de 110 cm, înălțimea la umăr de 50 cm, având o greutate între 9 și 22 kg. Blana lui este dungată cu culori alternative de un cenușiu gălbui și brun gălbui, sub bărbie și pieptul fiind de culoare albă. Animalul este mai mic și mai suplu decât lupul. Coiotul are un bot mai lung, mai îngust, urechi mai mari și picioare mai scurte decât lupul. Tipic coioților este coada stufoasă pe care o țin în timpul mersului aproape de sol.
Coioții din zona de sud sunt mai mici decât coioții din zona mai nordică. Un coiot atinge mărimea maximă la vârsta de un an. Coada are la bază o glandă care secretă un miros special.
Urechile lor par a fi mari, pe capul destul de mic, de asemenea și labele lor sunt mici în comparație cu înălțimea picioarelor și cu dimensiumile corpului, în ansamblu. Coiotul năpârlește o dată pe an, din mai până in iulie. Ca și câinii domestici, coioții au glade sudoripare pe partea labelor pe care calcă. Are cinci degete la membrele anterioare și patru degete la membrele posterioare. Când merg, aceștia calcă doar cu degetele, fără sa atingă pământul cu restul labei.

## Arealul de răspândire
Coiotul trăiește în America Centrala si de Nord, dar poate fi întâlnit și in Canada și în Alaska, pe tot teritoriul SUA și pe cel al Mexicului, până în Costa Rica, fiind adaptat la habitate diferite ca regiuni de prerie sau de pădure.
Hrana
Coiotul consumă în mare parte cadavre, dar și rozătoare precum șoareci, iepuri, mai rar păsari, șerpi sau vulpi. Când sunt bolnavi sau bătrani cerbii pot fi atacați de o haită de coioți. În afară de carne ei mai consumă fructe de pădure, iar in regiunile locuite consumă resturi de alimente din gunoi.
In funcție de pradă, coiotul are tehnici de vânătoare diferite. De exemplu, dacă prada este mică, acesta o pândește din iarbă si își foloseste simțul ascuțit al mirosului pentru a o găsi. Când prada este localizată, coiotul sare asupra sa ca o pisică. Daca prada este mare, aceasta este vanată de o haită.

## Mod de viață
Animalele pot trăi în grupuri ca și lupul, în haită fiind o ierarhie respectată. De obicei, coioții vânează in perechi de câte doi, însă uneori grupul poate fi mult mai mare atunci când se pune problema răpunerii unor prăzi mai mari. Cu mult timp in urmă, coioții erau animale diurne, însa datorita interferențelor cu oamenii au devenit nocturni. Coioții nu sunt foarte des văzuți, insă pot fi auziti foarte usor. Sunetele scoase de coioti sunt urlete, latraturi si schelalaieli. In general, coiotii pot fi auziti la apusul soarelui si noaptea, foarte rar se aude un coiot in timpul zilei. Sunetele scoase de ei sunt mai comune in timpul sezonului de imperechere si in timpul toamnei, cand puii pleaca sa-si gaseasca propriile teritorii.
Un coiot trăiește în medie 6 ani, teritoriul lui de vânătoare fiind pe o rază de cca. 15 km.
Reproducerea
În perioada de împerechere se separă de grup, femela având de obicei la sfârșitul lui aprile și începutul lui mai între 4 și 6 pui care vor fi hrăniți de ambii părinți și care toamna sunt deja apți pentru reproducție.  Sezonul de împerechere al coioților are loc din ianuarie până la sfârșitul lui martie. Când femela își găsește partenerul potrivit, aceasta devine monogamă pentru câțiva ani. Gestația unei femele coiot durează între 60 și 63 de zile. Aceasta poate face între 1 și 19 pui, dar media este de 6 pui. Puiul cântărește 250 de grame la naștere, este orb și are urechile blegi. Ochii săi se deschid după 10 zile. Puii ies din vizuină la 21-28 de zile după naștere. Aceștia se hrănesc cu laptele mamei timp de 5-7 săptămâni și sunt ințărcați imediat după 35 de zile. După ce sunt ințărcați, puii sunt hrăniți cu mâncare regurgitată de catre ambii părinți. La vârsta de 6-9 luni, puii masculi părăsesc vizuina, iar puii femele rămân cu haita. Puii devin adulți la vârsta de 9 luni sau un an și tot atunci ating și maturitatea sexuală, insă nu se împerechează până la vârsta de 2 ani.

## Specii hibride
Încălzirea globală și alterarea mediului de către oameni au determinat apariția unei noi specii, un prădător de top care poartă un sfert din ADN-ul de lup, două treimi din cel al coiotului și restul de la câini.
Hibrizii încep acum să devină prădătorul dominant în nord-estul SUA.